# Cinclode gris
Cinclodes comechingonus
Espèce
Statut de conservation UICN

 LC  : Préoccupation mineure
Le Cinclode gris (Cinclodes comechingonus) est une espèce de passereaux de la famille des Furnariidae.

## Systématique
L'espèce Cinclodes comechingonus a été décrite en 1944 par les ornithologues argentins Ángel R. Zotta (d) et Héctor S. Gavio (d).

## Répartition
Le Cinclode gris est endémique d'Argentine.

## Habitat
Il habite les zones de broussailles tropicales et subtropicales de haute montagne.

## Régime alimentaire
Le Cinclode gris est presque exclusivement insectivore (coléoptères, hémiptères, papillons, etc.) mais se nourrit également des graines et de mollusques.

## Publication originale
- (es) Angel R. Zotta et Hector S. Gavio, « Una nueva especie del género Cinclodes », El Hornero, Buenos Aires, UBA et inconnu, vol. 8, no 3,‎ 1944, p. 370-378 (ISSN 0073-3407 et 1850-4884, OCLC 1586333, lire en ligne).